# Куток (остановочный пункт)
Куто́к — остановочный железнодорожный пункт Гомельского отделения Белорусской железной дороги на линии «Бахмач — Новобелицкая», расположенный северо-западнее деревни Николаевка. Расположен в 0,5 км от государственной границы Беларуси и Украины.

## История
Остановочный пункт был открыт в 1929 году на действующей ж/д линии «Бахмач — Новобелицкая» Белорусской железной дороги. Осуществляются (О) продажа билетов на поезда местного следования без багажных операций. На топографической карте n-36-135 по состоянию местности на 1986 год обозначен.

## Общие сведения
Остановочный пункт представлен двумя боковыми платформами. Имеет 2 пути. Есть пассажирский павильон.

## Пассажирское сообщение
Ежедневно станция принимает бывшие пригородные поезда — поезда региональных линий эконом-класса и городских линий сообщения "Гомель—Куток", "Тереховка—Куток".